# Cold Case (2.ª temporada)
| # | Título             | Estreia EUA            |  |
| --- | ------------------ | ---------------------- |  |
| 1 | "The Badlands"     | 03 de Outubro de 2004  |  |
| Lilly retorna ao seu primeiro caso para reinvestigar um mortal triplo homicídio. Quando o principal suspeito prova ser inocente, Rush e sua equipe reabrem um caso de 2003 ocorrido num restaurante, agora abandonado, de uma área "barra pesada" da cidade. O restaurante era um dos mais badalados do local, até que seus donos e um ajudante de garçom de 17 anos terem sido brutalmente assassinados. A cena original do crime foi o primeiro caso investigado por Rush, que logo foi chamada para integrar a equipe de investigação dos casos sem solução, deixando Vera como o policial responsável. - Músicas tocadas: - "Still Fly" - Big Tymers - "Soul Searching" - Soul Hooligan - "Foolish" - Ashanti - "If I Ain't Got You" - Alicia Keys No fim,Lilly e Jeffries vêem os espíritos das vítimas no balcão do restaurante, reaberto pela filha do casal assassinado. |                    |                        |  |
| 2 | "Factory Girls"    | 10 de Outubro de 2004  |  |
| Lilly e sua equipe reabrem um caso de 1943 envolvendo a suspeita morte de uma funcionária de uma fábrica durante a Segunda Guerra Mundial. Uma reunião de 60 anos das mulheres que trabalharam na fábrica traz à tona novas lembranças dessa misteriosa morte. Uma amiga da falecida confessa para Lilly que a morte dela não é exatamente como aparenta ter sido, e implora para que ela investigue o caso, fazendo com que a detetive tenha que enfrentar uma série de mentiras para tentar encontrar o verdadeiro motivo e o assassino. - Músicas tocadas: - "Rosie the Riveter" - Four Vagabonds - "Till Then" - Mills Brothers - "Waiting For The Train To Come In" - Peggy Lee - "I'm Beginning To See The Light" - Duke Ellington - "Rumors Are Flying" - Andrews Sisters - "American Patrol" - Glenn Miller & Orchestra - "Is You Is Or Is You Ain't My Baby" - Louis Jordan - "Don't Fence Me In" - Bing Crosby Por fim, Lily vê o espírito da operária no corredor dos casos muito antigos, sorrindo e arrumando sua faixa de cabelo.                                              |                    |                        |  |
| 3 | "Daniela"          | 17 de Outubro de 2004  |  |
| A investigação começa quando uma esposa espancada acusa seu marido de assassinato e traz um filme amador feito no momento, mostrando uma imagem do homem aparentemente cometendo o crime. A descoberta do vídeo caseiro estrelado por uma adolescente fugitiva leva Lilly e Valens a reabrir a investigação de um assassinato de 1979. - Músicas tocadas: - "Bad Girls" - Donna Summer - "My Sharona" - The Knack - "Ring My Bell" - Anita Ward - "I'd Really Love To See You Tonight" - England Dan & John Ford Coley - "I Want You To Want Me" - Cheap Trick - "The Hustle" - Van MCoy - "Y.M.C.A." - The Village People - "Please Don't Go" - K.C. And the Sunshine Band - "Goodbye Girl" - Bread No final, Daniela dança com seu acompanhante de baile, no terraço em que costumavam se encontrar. |                    |                        |  |
| 4 | "The house"        | 24 de Outubro de 2004  |  |
| Em 1968 ocorreu o lendário show de Johnny Cash no presídio Folsom, que foi transmitido para milhares de presidiários americanos. Naquela noite, durante uma rebelião que aconteceu numa prisão da Filadélfia logo após a transmissão do show, um prisioneiro foi morto e seu corpo supostamente teria sido escondido na prisão. Rush e a equipe reabrem o caso quando ossos humanos são encontrados no presídio desativado. - Músicas tocadas: - "Folsom Prison Blues" - Johnny Cash - "I Got Stripes" - Johnny Cash - "Dirty Old Egg-Sucking Dog" - Johnny Cash - "Cocaine Blues" - Johnny Cash - "Ring of Fire" - Johnny Cash - "Will The Circle Be Unbroken" - Johnny Cash - "Give My Love To Rose" - Johnny Cash - "Flesh And Blood" - Johnny Cash No fim, Vallens vê o espírito do prisioneiro morto fumando em um beco. |                    |                        |  |
| 5 | "Who's your daddy" | 31 de Outubro de 2004  |  |
| Quando uma garota de 19 anos encontra um bracelete à venda na internet, que ela alega ter pertencido à sua falecida mãe, Rush e a equipe reabrem um caso de 13 anos sobre dois imigrantes do Camboja que foram brutalmente assassinados em casa, no que se acreditava ser um assalto. Quando os detetives descobrem que o casal assassinado escondeu suas identidades para evitar a deportação, Rush terá que descobrir quem realmente eram essas vítimas. - Músicas tocadas: - "Sadeness" - Enigma - "Policy of Truth" - Depeche Mode - "Just Like Heaven" - The Cure - "What I Am" - Edie Brickell & The New Bohemians - "Jump Around" - House Of Pain - "Pictures of You" - The Cure - "Send Me An Angel" - Scorpions No fim, Lilly devolve o bracele à garota e vê o espírito do casal pela janela do apartamento em que foram assassinados. |                    |                        |  |
| 6 | "The Sleepover"    | 07 de Novembro de 2004 |  |
| Quando uma jovem mulher com estranhas marcas em seu corpo é encontrada estrangulada num poço, Rush e os detetives percebem que esse novo crime é parecido com o caso não resolvido da morte de uma garota de 12 anos em 1989, que foi assassinada enquanto dormia na casa de uma problemática adolescente, Brandi. O irmão de Brandi é preso pelo crime atual, e sua confissão leva os detetives a reabrir o antigo caso. - Músicas tocadas: - "Stand" - R.E.M. - "There She Goes" - The Las - "Something So Strong" - Crowded House - "Alive and Kicking" - Simple Minds - "In Your Room" - The Bangles - "Don't Leave The Girl" - Erik Broms - "Lullaby" - The Cure - "Toy Soldiers" - Martika - "Circle" - Edie Brickell Por fim, Lily vê o espírito da garotinha andando de bicicleta por sua rua, espalhando folhas. |                    |                        |  |
| 7 | "It's raining men" | 14 de Novembro de 2004 |  |
| Um homem que há muito tempo luta contra a AIDS, doença que contraiu em 1983, pede para Rush e Valens reabrirem o caso não resolvido da morte por estrangulamento de seu ex-parceiro. Quando a equipe começa a investigar o assassinato, eles descobrem que o falecido foi um dos primeiros ativistas na luta contra a AIDS e um rígido defensor da conscientização da doença entre a crescente comunidade gay e sua morte pode ter sido uma espécie de "queima de arquivo". - Músicas tocadas: - "It's Raining Men" - The Weather Girls - "Our House" - Madness - "Working for the Weekend" - Loverboy - "You Got Lucky" - Tom Petty & The Heartbreakers - "Time After Time" - Cyndi Lauper - "Eyes Without a Face" - Billy Idol - "Still Loving You" - The Scorpions - "Shame On The Moon" - Bob Seger - "When I'm With You" - Sheriff No final o espírito é visto por seu ex-parceiro, na saída do casamento deste. |                    |                        |  |
| 8 | "Red Glare"        | 21 de Novembro de 2004 |  |
| O assassinato de um professor branco em 1953, um simpatizante do comunismo que estava envolvido em questões de direito civil, é reaberto depois que o filho mais jovem da vitima pede para que o caso, que provocou até mesmo ruptura familiar, seja reinvestigado. - Músicas tocadas: - "Goodnight Sweetheart Goodnight" - The Spaniels - "Iko Iko / Jockomo" - James Crawford - "Yesterdays" - Billie Holiday - "Rags to Riches" - Tony Bennett - "Cry" - Johnnie Ray - "You Belong to Me" - Patti Page - "I Believe (For Every Drop Of Rain That Falls)" - Frankie Laine No fim, a família se reúne após vários anos e partem em um carro, enquanto Lily enxerga o espírito do outro lado da rua. |                    |                        |  |
| 9 | "Mind Hunters"     | 28 de Novembro de 2004 |  |
| O corpo de uma mulher desaparecida desde 1986 é encontrado em uma reserva selvagem e descobre-se que a vítima foi baleada no coração. Os detetives interrogam sua filha, que tinha 12 anos de idade quando a mulher foi dada como desaparecida. O pai da menina, que era bastante violento também está morto e a equipe acredita que ele pode ter sido o responsável pelo assassinato, até que mais oito corpos foram encontrados dentro da reserva. Os detetives defendem a teoria de que o assassino raptava suas vítimas, as levava para a reserva e então as deixava tentar fugir para salvar suas vidas, enquanto ele as caçava. Mas uma vez que o caçador é encontrado, será que os detetives conseguirão prendê-lo? - Músicas tocadas: - "Only the Young" - Journey - "Walking on Sunshine" - Katrina and the Waves - "Victim Of Gravity" - The Tokens - "The Dope Show" - Marilyn Manson - "Life in a Northern Town" - Dream Academy - "Long, Long Way To Go " - Phil Collins Frustrados, os detetives encaram, cada um a seu modo, seu primeiro caso não-solucionado completamente. |                    |                        |  |
| 10 | "Discretion"       | 28 de Novembro de 2004 |  |
| Um caso do ano de 2000, o assassinato de um notário e ambicioso assistente da procuradoria porto-riquenho é reaberto, quando a esposa do falecido insiste em declarar que as recentes notícias das possíveis conexões de seu marido com a grande soma em dinheiro que desapareceu na mesma época de sua morte são mera coincidência. - Músicas tocadas: - "Kryptonite" - 3 Doors Down - "Run" - Collective Soul - "Natural Blues" - Moby - "I Thank God Can Explain" - Splender - "Put Your Lights On" - Santana - "Why Does it Always Rain on Me?" - Travis No final, ao acompanhar a liberação do inocente preso, Vallens vê o espírito, que o encara. |                    |                        |  |